# Desta Duke
République fédérale démocratique d'Éthiopie
Desta Duke (Ge'ez: ደስታ ዱኬ) est une des 112 membres du Conseil de la Fédération éthiopien. Elle est une des 54 conseillers de l'État des nations, nationalités et peuples du sud et représente le peuple Gedeo.